# Кириленко, Василий Иванович
Васи́лий Ива́нович Кириле́нко (1919—1970) — Герой Советского Союза, майор.

## Биография
Родился 14 октября 1919 года в посёлке Дружковка, ныне город Донецкой области Украины, в семье рабочего. Украинец.
Окончил Дружковский машиностроительный техникум.
В Красной Армии с 1938 года. В 1939 году окончил Ворошиловградскую военно-авиационную школу пилотов.
Участник Великой Отечественной войны с июня 1941 года. Член ВКП(б)/КПСС с 1944 года.
Воевал в составе Западного, Центрального, 1-го Украинского фронтов. Совершил 267 боевых вылетов. Участвовал в обороне Москвы, освобождал Прагу, брал Берлин.
Умер 20 августа 1970 года.

## Награды
- Указом Президиума Верховного Совета СССР от 26 октября 1944 года за образцовое выполнение боевых заданий командования на фронте борьбы с немецко-фашистскими захватчиками и проявленные при этом мужество и героизм гвардии старшему лейтенанту Василию Ивановичу Кириленко присвоено звание Героя Советского Союза с вручением ордена Ленина и медали «Золотая Звезда» (№ 4517).
- Награждён также тремя орденами Красного Знамени, орденами Отечественной войны 1-й степени, Красной Звезды, медалями.

## Память
Именем Героя названа улица в городе Дружковка.